# Primarias presidenciales de la Unión Cívica Radical de 1994
Las elecciones primarias presidenciales de la de la Unión Cívica Radical de 1994 tuvieron lugar el día 27 de noviembre de ese año con el objetivo de elegir la fórmula presidencial del partido de cara a las Elecciones presidenciales de Argentina de 1995, que tendrían lugar el 14 de mayo de 1995.

## Acontecimientos
El Pacto de Olivos tuvo un impacto muy negativo sobre la Unión Cívica Radical que en las elecciones de convencionales constituyentes obtuvo el menor porcentaje de su historia hasta entonces (19,9%), aún ganando en las cuatro provincias que gobernaba (Córdoba, Chubut, Río Negro y Catamarca). La irrupción del Frente Grande representó un gran peligro para el bipartidismo en general y la UCR en particular.
En 1994 la UCR debió definir mediante una primaria interna quién sería el candidato presidencial para las elecciones de 1995. Participaron aproximadamente 750.000 afiliados. En el marco de fuertes enfrentamientos que se referían a la discusión entre pactistas y antipactistas, Eduardo Angeloz, que había ganado las anteriores primarias con más del 88% de los votos y había quedado en segundo lugar en las elecciones de 1989, declinó su precandidatura presidencial. Finalmente, a fines de 1994, se impuso la fórmula integrada por el gobernador de Río Negro Horacio Massaccesi y el diputado cordobés y convencional constituyente Antonio María Hernández, sostenidos por Alfonsín y Angeloz, relegando a la fórmula compuesta por Federico Storani y Rodolfo Terragno, apoyados por Juan Manuel Casella, Víctor Fayad, Fernando de la Rúa, Horacio Usandizaga, y Sergio Montiel.
La candidatura de Massaccesi fue apoyada a su vez por el Partido Federal de Córdoba, y el Movimiento de Integración y Desarrollo, aunque a diferencia de otros competidores no suscribieron una alianza formal.[cita requerida]

## Precandidaturas
| Sector interno  | Línea Córdoba                                       | Línea Córdoba                             | Corriente de Opinión Nacional                            | Corriente de Opinión Nacional                    |
| Precandidatos   | para presidente                                     | para vicepresidente                       | para presidente                                          | para vicepresidente                              |
| --------------- | --------------------------------------------------- | ----------------------------------------- | -------------------------------------------------------- | ------------------------------------------------ |
| Precandidatos   |                                                     |                                           |                                                          |                                                  |
| Precandidatos   | Horacio Massaccesi                                  | Antonio María Hernández                   | Federico Storani                                         | Rodolfo Terragno                                 |
| Distrito        | Río Negro                                           | Córdoba                                   | Buenos Aires                                             | Capital Federal                                  |
| Cargos ocupados | Gobernador de la provincia de Río Negro (1987-1995) | Diputado Nacional por Córdoba (1991-1995) | Diputado Nacional por Buenos Aires (1983-1991,1993-1999) | Diputado Nacional por Capital Federal(1993-1999) |

## Resultados[2]
|  | 62.11 % |

|  | 37.89 % |

|                     | Massaccesi/Hernández (LF) | Massaccesi/Hernández (LF) | Massaccesi/Hernández (LF) | Storani/Terragno (CON) | Storani/Terragno (CON) | Storani/Terragno (CON) |
| Provincia           | El.                       | Votos                     | %                         | El.                    | Votos                  | %                      |
| ------------------- | ------------------------- | ------------------------- | ------------------------- | ---------------------- | ---------------------- | ---------------------- |
| Buenos Aires        |                           | 93.621                    | 61,00                     |                        | 63.404                 | 39,00                  |
| Capital Federal     |                           | 20.857                    | 40,00                     |                        | 31.277                 | 60,00                  |
| Catamarca           |                           | 10.887                    | 76,00                     |                        | 1.650                  | 13,00                  |
| Chaco               |                           | 10.291                    | 48,00                     |                        | 11.473                 | 52,00                  |
| Chubut              |                           | 5.646                     | 84,00                     |                        | 1.053                  | 16,00                  |
| Córdoba             |                           | 93.509                    | 88,00                     |                        | 12.984                 | 12,00                  |
| Corrientes          |                           | 6.451                     | 46,00                     |                        | 1.621                  | 12,00                  |
| Entre Ríos          |                           | 10.009                    | 54,00                     |                        | 9.328'                 | 46,00                  |
| Formosa             |                           | 4.907                     | 45,00                     |                        | 3.914                  | 44,00                  |
| Jujuy               |                           | 3.135                     | 51,00                     |                        | 3.096                  | 49,00                  |
| La Pampa            |                           | 3.403                     | 71,00                     |                        | 1.369                  | 29,00                  |
| La Rioja            |                           | 4.733                     | 70,00                     |                        | 1.990                  | 30,00                  |
| Mendoza             |                           | 6.200                     | 29,00                     |                        | 16.600                 | 71,00                  |
| Misiones            |                           | 4.845                     | 56,00                     |                        | 3.833                  | 44,00                  |
| Neuquén             |                           | 2.741                     | 81,00                     |                        | 637                    | 19,00                  |
| Río Negro           |                           | 19.742                    | 95,50                     |                        | 865                    | 4,50                   |
| Salta               |                           | 1.214                     | 71,00                     |                        | 492                    | 29,00                  |
| San Juan            |                           | 5.423                     | 69,00                     |                        | 2.802                  | 31,00                  |
| San Luis            |                           | 3.035                     | 55,00                     |                        | 2.455                  | 45,00                  |
| Santa Cruz          |                           | 2.872                     | 76,00                     |                        | 856                    | 24,00                  |
| Santa Fe            |                           | 23,790                    | 41,00                     |                        | 34.796                 | 53,00                  |
| Santiago del Estero |                           | 1.088                     | 74,00                     |                        | 384                    | 26,00                  |
| Tierra del Fuego    |                           | 936                       | 71,00                     |                        | 328                    | 28,00                  |
| Tucumán             |                           | 783                       | 78,00                     |                        | 216                    | 21,00                  |
| Total               |                           | 340.118                   | 62,11                     |                        | 207.423                | 37,89                  |